# Rohschnitt
Als Rohschnitt, auch Grobschnitt, wird die erste Auswahl und Anordnung des gedrehten Filmmaterials  bezeichnet. Der Rohschnitt ergibt die erste Schnittfassung eines Filmes und ist nicht mit einem Director’s Cut gleichzusetzen, da der Rohschnitt meist noch zu lang ist und in der Regel keine Visuellen Effekte, Musik und Nachsynchronisation beinhaltet. Das Ergebnis dient jedoch als erster Anhaltspunkt für den noch zu findenden Rhythmus. Unmittelbar auf den Rohschnitt oder die Rohschnittabnahme folgt der Feinschnitt.
Ein beispielhafter Rohschnitt, der auf DVD sogar kommerziell erhältlich ist, stellt annäherungsweise die Special Edition des Films Alien 3 dar, der in der so genannten Alien Quadrilogy veröffentlicht wurde. Zwar wurde bislang nicht verwendetes Material mit Material, das eine Postproduktion erfahren hatte, verquickt, dennoch gewährt die Version eine Ahnung von dem schwierigen Cut-Prozess.